# امیر مفخم بختیاری
لطف‌علی‌خان امیر مفخم (زاده ۱۲۳۶ منطقه بختیاری - درگذشته ۱۳۲۶ روستای دزک) ملقب به امیر مفخم بختیاری از رجال سیاسی و نظامی دوره قاجار بود، که در کابینه صمصام‌السلطنه در فاصله سالهای ۱۲۹۶ تا ۱۲۹۷ وزارت جنگ را برعهده داشت.
امیر مفخم فرزند امامقلی خان حاجی ایلخانی بود. پدر، عمو، برادران و عموزادگان وی و در مقطعی خود او، ایلخانی بختیاری بوده‌اند. در روزهایی که اکثر خان‌های بختیاری، به مشروطه گرویده بودند، امیر مفخم همچنان به محمدعلی‌شاه وفادار ماند. در آستانه فتح تهران نیز امیر مفخم، فرماندهی کل قشون دولتی طرفدار محمدعلی‌شاه را برعهده داشت، ولی بزودی به اردوی مشروطه خواهان پیوست و در جنگ با ارشدالدوله و سالارالدوله، از فرماندهان قوای مشروطه به‌شمار می‌آمد.
دوران حیات سیاسی لطفعلی‌خان امیرمفخم، با زمام‌داری ۴ شاه ایران مصادف است. وی قریب به ۵۰ سال، گاه در کسوت نظامی، گاه مقام والی‌گری و وکالت مجلس شورای ملی و گاهی در مقام وزارت، در صحنه سیاسی ایران بازیگری داشت و یکی از مهره‌های تأثیرگذار در تاریخ معاصر به‌شمار می‌رود.

## دوران کودکی و جوانی
لطف‌علی خان امیر مفخم، فرزند امامقلی خان حاجی ایلخانی است، که در سال ۱۲۳۶ (معادل ۱۸۵۷ میلادی) در منطقه بختیاری زاده شد. در زمان کودکی و نوجوانی لطف‌علی‌خان، عمویش؛ حسینقلی خان، منصب ایلخانی بختیاری و پدرش؛ امامقلی خان حاجی ایلخانی منصب ایل بیگی (معاون) را برای نزدیک به ۳۰ سال برعهده داشتند و خانواده آنها از قدرتمندترین خاندان‌های ایرانی به‌شمار می‌آمد. پس از قتل حسینقلی‌خان به‌دست ظل‌السلطان؛ پسر ناصرالدین شاه، به دستور شاه قاجار، گرچه به تضعیف این خاندان انجامید، ولی پدر لطفعلی خان، یعنی امامقلی خان حاجی ایلخانی، اندکی بعد به ایلخانی و ریاست ایل بختیاری منصوب گردید، که این امر سرآغاز تفرقه و خصومت میان دو خانواده بود و به انشعاب میان این خاندان انجامید. از یک سو فرزندان حسینقلی خان که شامل؛ علیقلی خان سردار اسعد، اسفندیار خان، نجفقلی خان صمصام السلطنه، سردار ظفر بختیاری و یوسف خان امیر مجاهد بودند و از سوی دیگر فرزندان امامقلی خان حاجی ایلخانی که شامل؛ نصیر خان سردار جنگ، امیر مفخم، غلامحسین خان سالار محتشم و سلطان محمد خان سردار اشجع حضور داشتند.

## فرماندهی ملازمان ولیعهد
پس از ترور ناصرالدین شاه و تاج‌گذاری مظفرالدین شاه، در سال ۱۲۷۵ که محمدعلی میرزا والی آذربایجان شد، لطف‌علی‌خان امیرمفخم با تعدادی سوار بختیاری، وظیفه حفاظت از ولیعهد را در تبریز برعهده گرفت. وی از سال ۱۲۷۵ تا زمان به سلطنت رسیدن محمدعلی‌شاه، در سال ۱۲۸۵ برای مدت ۱۰ سال، در رکاب محمدعلی میرزا بود و همواره از نزدیکترین ملازمان و مشاوران وی محسوب می‌شد.

## فرماندهی قشون محمدعلی شاه
در روزهای نخست که خان‌های بختیاری به همراه سواران زبده بختیاری، به پشتیبانی از مشروطه خواهان وارد اصفهان شدند و این شهر را به تصرف خود درآوردند، محمدعلی شاه و سعدالدوله (سرپرست دولت وقت) امیرمفخم بختیاری را به فرماندهی قشون دولتی برگزیدند و از وی خواستند که از پیشروی نیروهای مسلح بختیاری، به فرماندهی سردار اسعد بختیاری و صمصام السلطنه (پسرعموهای امیرمفخم) به‌سوی تهران جلوگیری نماید.
محمدعلی شاه با گرو گذاشتن جواهرات سلطنتی، از روسیه وام گرفت تا حقوق معوقه سربازان را پرداخت نماید، سپس قشون دولتی به فرماندهی امیرمفخم و برادر وی نصیر خان سردار جنگ (که از محاصره تبریز دست برداشته و به نیروهای امیر پیوسته بود) و با دستور سعدالدوله، در نزدیکی قم مستقر شدند.
ولی در این هنگام امیرمفخم که نمی‌خواست با پسرعموهای خویش و سواران بختیاری وارد زد و خورد شود و با وجود پیمانی که با محمدعلی شاه بسته بود، پیکی به اصفهان فرستاده و سردار اسعد را از موقعیت و شرایط قشون دولتی آگاه نمود.
سردار اسعد نیز در راه خود از اصفهان به تهران، به‌همراه ۷۰۰ سوار بختیاری، به‌منظور مواجه نشدن با قشون دولتی، نرسیده به قم، مسیر خود را عوض کرد و از راه نیزار، قم را دور زده و در منطقه بادامک، به قوای یپرم خان ارمنی و سپهدار تنکابنی رسیدند.
البته در کتاب تاریخ مشروطه نوشتهٔ دکتر ملک‌زاده چنین قید شده است که مذاکرات سردار اسعد با امیر مفخم، برای پرهیز از درگیری به جایی نرسید و سردار اسعد مجبور به تغییر مسیر گردید و در بادامک به نیروهای یپرم‌خان پیوست.

## پیوستن به مشروطه خواهان
امیر مفخم اگر چه در جریان مشروطه در ابتدا از محمدعلی شاه حمایت می‌کرد، اما چون بدنه ایل بختیاری و عموزادگان وی مانند سردار اسعد بختیاری، صمصام السلطنه و حتی فرزندان و برادران خود امیر مفخم، از هواداران مشروطه بودند، در زمان حمله نیروهای بختیاری و فتح تهران، دست از حمایت محمدعلی شاه برداشت و علیه نیروهای میلیون نیز اقدامی نکرد.

## جنگ با ارشدالدوله
در ماه‌های نخست پس از فتح تهران و پیروزی مشروطه خواهان، محمدعلی میرزا با پشتیبانی مالی دولت روسیه وارد ایران شده و به‌وسیله ۲ سپاه عظیم که یکی تحت فرماندهی ارشدالدوله؛ از شرق تهران و سپاه دیگر که تعداد نیروهای بیشتری داشت، به فرماندهی برادر محمدعلی میرزا، یعنی سالارالدوله از غرب تهران، با چند هفته اختلاف زمان، به آرامی به‌سمت پایتخت هجوم آورده بودند.
از طرف مشروطه‌خواهان امیرمفخم، یپرم خان ارمنی، سردار ظفر بختیاری، نصیر خان سردار جنگ و یوسف خان امیر مجاهد به جنگ با ارشدالدوله در ورامین فرستاده شدند. بخش اعظم سپاهی که ارشدالدوله فرماندهی آن را برعهده داشت، از ترکمانان تشکیل شده بود، که به سمت پایتخت حرکت می‌کردند و بدون کوچک‌ترین مقاومتی تا نزدیکی تهران پیشروی کرده بودند. سرانجام در روز سه‌شنبه یازدهم رمضان سال ۱۳۲۹ قمری، نبرد سختی در ورامین میان دو گروه برای فتح پایتخت اتفاق افتاد، که در نهایت آتش سنگین توپخانهٔ نیروهای مشروطه‌طلب، ترکمانان سپاه ارشدالدوله را دچار وحشت نمود. در این نبرد، ترکمانان ۷۰ کشته، ۴۰۰ زخمی و ۲۰۰ اسیر برجای گذاشتند. به علاوه در زمان تعقیب آنان گروهی هم در حین فرار کشته شدند. در پایان ارشدالدوله نیز دستگیر و به تهران انتقال داده شد. او را بی‌درنگ محکوم به اعدام کردند و در ملأ عام به دار آویختند.

## جنگ با سالارالدوله
چند روزی از دستگیری ارشدالدوله و تحویل وی به مشروطه‌خواهان نمی‌گذشت، که خبر نزدیک شدن سپاهی به فرماندهی سالارالدوله (برادر محمدعلی شاه) به مشروطه‌خواهان رسید. بلافاصله امیر مفخم بختیاری و برادرش نصیر خان سردار جنگ، به فرماندهی قشون مشروطه‌خواهان به ملایر فرستاده شدند. در این فاصله سالارالدوله با لشکری از ایل کلهر، جاف، سنجابی و لر توانست کرمانشاه و همدان را تصرف کند. در نبرد نخست که در نزدیکی ملایر اتفاق افتاد، پیروزی از آن سالارالدوله بود. وی سپس با قشونی در حدود ۳۰ هزار نفر به سوی تهران رهسپار شد. در نبرد دوم که میان مشروطه‌خواهان به فرماندهی امیرمفخم و قشون سالارالدوله در نزدیکی ساوه درگرفت، این بار سالارالدوله به سختی شکست خورد، ولی وی موفق شد از صحنه نبرد بگریزد و چون مجلس برای توقیف یا اعدام او ۲۵ هزار تومان جایزه تعیین نمود، سالارالدوله به عثمانی فرار کرد.

## سرکوبی اشرار اردبیل
پس از عزل محمدعلی‌شاه و به سلطنت رسیدن فرزندش احمدشاه، در اردبیل و مناطق شمال‌غربی کشور، شورشی از ناحیه شاهسون‌ها به وجود آمد. به همین جهت یپرم‌خان به‌همراه ۴۰۰ سوار قزاق و مجاهد، همچنین امیرمفخم در رأس ۵۰۰ سوار بختیاری، برای سرکوبی شورشیان به مناطق شرقی آذربایجان فرستاده شدند. آنها پس از چندین ماه تعقیب و گریز، توانستند شورشیان را سرکوب نموده و سران آنها را برای محاکمه با خود به تهران بردند.

## دفع محمدحسن خان کاشی
لطفعلی‌خان امیر مفخم به همراه سایر قوای بختیاری، در دفع فتنه محمدحسن خان کاشی، که پس از تضعیف دولت مرکزی، در اصفهان و کاشان سر به شورش برداشته بود و به غارت و قتل مردم می‌پرداخت، مجدانه تلاش کرد.

## دستگیری قوام السلطنه
قوام السلطنه، در طول دوران زندگی سیاسی خود مناصب بسیاری داشت، ولی اغلب وزیر داخله بود و ۲ بار نیز وزیر مالیه شد. در دورانی که قوام در منصب وزارت داخله فعالیت می‌نمود، نزاع و کشمکشی میان وی و امیر مفخم به‌وجود آمد. هنگامی‌که درخواست‌های چند باره امیر برای حل موضوع، با بی‌تفاوتی قوام بی‌نتیجه ماند، امیر مفخم او را به‌وسیله سوارهای شخصی خود توقیف نمود و در این موقع وی به‌تازگی لقب قوام السلطنه گرفته بود.
سپس به دستور لطفعلی‌خان، قوام‌السلطنه را به خانه امیر بردند و در اصطبل حبس نمودند. اندکی بعد که خبر به علیقلی خان سردار اسعد (عموزاده امیر مفخم) رسید، به‌سرعت به سمت خانه امیر رفت و قوام‌السلطنه را از حبس خارج کرده، همراه خود به وزارت داخله برد. چنان‌که از برخی اشخاص مطلع و موثق نقل شده است، که در آن زمان «اسماعیل خان زراسوند» سرکرده سواران رکابی امیر مفخم و مأمور آوردن قوام‌السلطنه بود. در این باب، اسماعیل‌خان این‌گونه روایت می‌کند:
امیر مفخم به علت کدورتی که از رفتار قوام‌السلطنه با سردار حشمت، برادر زن امیر و پسر شاهزاده احتشام‌الدوله، به هم رسانده بود و چند بار از قوام‌السلطنه؛ وزیر داخله وقت، درخواست نموده بود که این اختلاف طی جلسه‌ای خصوصی حل گردد و قوام طفره رفته بود. امیر مفخم برآشفته شده، یک دسته از سواران بختیاری را به وزارت داخله؛ محل کار قوام‌السلطنه فرستاده، دستور داده بود قوام را به خانه امیر در عمارت معروف به «باستیان» که هنوز نیز سر در آجرکاری آن، در خیابان سپه سابق باقی است، بیاورند. سواران بختیاری به محل وزارت داخله رفته، کالسکه وزیر را در میان اعتراض و پرخاش او، به عمارت امیر مفخم هدایت کردند و به دستور امیر، در اصطبل حبس نمودند.

## جنگ جهانی اول
امیر مفخم در خلال سال‌های جنگ جهانی اول حاکم کرمانشاه بود. وی در بحبوحه تهاجمات عثمانی به فرماندهی حسین رئوف‌بیگ به مرزهای ایران، خان‌های عشایر کرد مانند؛ کلهر، جاف، باباجانی و گوران را گروگان گرفته و در ازای آزادی، مبلغ هنگفتی پول طلب کرد. در نهایت با دریافت رشوه ۱۳ هزار لیره‌ای از عثمانی‌ها، کرمانشاه را تخلیه کرد.

## ایلخانی بختیاری
لطف‌علی‌خان در سال ۱۳۰۹ به ایلخانی بختیاری رسید. او به‌مدت ۳ سال، یعنی تا سال ۱۳۱۲ در منصب ریاست ایل بختیاری باقی ماند. پیشتر پدر وی؛ امامقلی خان حاجی ایلخانی و ۴ برادر امیر مفخم، بنام‌های: محمدحسین خان سپهدار، غلامحسین خان سالار محتشم، سلطان محمد خان سردار اشجع و نصیر خان سردار جنگ نیز به جایگاه ایلخانی بختیاری رسیده بودند. از این رو خانواده آنها یعنی فرزندان امامقلی خان، به خانواده حاجی ایلخانی شناخته می‌شوند.

## سال‌های واپسین حیات
امیر مفخم بختیاری در سال ۱۳۱۲ پس از برکنار شدن از منصب ایلخانی، به ملک شخصی‌اش بنام قلعه دزک رفت و با همراهی فرزندانش (مخصوصا ابوالقاسم خان بختیار) شروع به فعالیت مخفیانه علیه قوای انگلیس‌ها در ایران نمود و اندکی بعد، شروع به حمایت آشکار به نفع آلمان‌ها، علیه روس و انگلیس نمود. او در سال‌های آخر زندگی که مقارن با روی کار آمدن رضاشاه است، کاملاً از فعالیت‌های سیاسی کنار رفت و خانه‌نشین شد. امیر مفخم در نهایت در سال ۱۳۲۶ در روستای دزک، در نزدیکی شهرکرد و در عمارت شخصی خود درگذشت.

## مقام و مناصب حکومتی
لطف‌علی‌خان علاوه بر ایلخانی بختیاری، به تعبیر دیوانی آن عصر، بر بسیاری از ایالت‌های بزرگ ایران مانند: خوزستان، اصفهان، کردستان، کرمان، لرستان، کرمانشاهان و مضافات، بارها حکومت داشت. وی احکام و منصب‌های بسیاری را در دوران قاجار، به‌دست‌آورد. امیر مفخم از ناصرالدین‌شاه قاجار، مظفرالدین‌شاه، محمدعلی‌شاه و احمدشاه قاجار احکام مختلفی دریافت نمود؛ ولی اوج قدرت و نفوذ وی، به زمان پادشاهی محمدعلی‌شاه یعنی در فاصله سال‌های ۱۲۸۵ تا ۱۲۸۸ هجری شمسی بازمی‌گردد. وی در سال‌های اواخر سلطنت محمدعلی شاه، به فرماندهی قشون سلطنتی منصوب گشت.
امیر مفخم پس از پیوستن به مشروطه‌خواهان، بار دیگر قدرت گرفت، تا اینکه در زمان صدراعظمی صمصام‌السلطنه، وزیر جنگ ایران شد. او در سال‌های ۱۲۹۶ و ۱۲۹۷ وزارت جنگ را در کابینه نخست صمصام‌السلطنه برعهده داشت. وی در ابتدای حکومت رضاشاه خانه‌نشین شد. لطفعلی‌خان امیر مفخم در دوران حیات سیاسی‌اش، بیشتر در کسوت نظامی ظاهر می‌گشت و اغلب به‌عنوان یک فرمانده نظامی شناخته می‌شد.

## قلعه دزک
قلعه دزک ملک شخصی لطف‌علی‌خان امیر مفخم، مرکز شعرا و هنرمندان بزرگ بود، که در عمارت مجلّل «امیر مفخم»، از آن‌ها پذیرایی می‌شد. این قلعه به دستور امیر مفخم بنا شد و در روستایی به نام دزک، در منطقه بختیاری و در فاصله ۳۲ کیلومتری از شهرکرد واقع است. در این قلعه کتابخانه‌ای از کتب امیر مفخم وجود داشته است. علی‌اکبر دهخدا در هنگام جنگ جهانی که به منطقه بختیاری گریخته بود، از این کتابخانه استفاده کرد و تألیف امثال و حکم و لغت‌نامه خود را با استفاده از منابع موجود در کتابخانه قلعه دزک آغاز نمود همچنین این قلعه مکان تجمع برخی مشروطه خواهان بختیاری در دوره قاجار بوده است.
امیر مفخم مردی ادیب، هنردوست و تاریخ‌دان بود. در جوانی در کنار آموختنی‌ها و آموزش‌های رایج، در نظام تربیت آن زمان، متداولات ادبیات عرب، سطوح فقه، تفسیر و کلام را هم بر علما و استادان مبرّز خوانده بود. وحید دستگردی، فرخی یزدی، ملک الشعرا بهار و محمد مصدق و بسیاری از رجال سیاسی، همچنین شخصیت‌های خارجی؛ چون آندره مالرو (اولین وزیر فرهنگ فرانسه) جزء کسانی بودند، که مدتی در این عمارت، نزد امیرمفخم اقامت داشتند. از جمله افرادی که در این قلعه زاده شدند، می‌توان به تیمور بختیار (نوه امیرمفخم) اشاره کرد. این قلعه اکنون جزو آثار ثبت ملی در ایران است.

## عمارت امیر مفخم
عمارت امیر مفخم بختیاری مربوط به دوره قاجار است و در شهرستان خمین، بخش مرکزی، دهستان صالحان، روستای شهابیه قرار گرفته است. این اثر در تاریخ ۲۰ اسفند ۱۳۸۵ با شمارهٔ ثبت ۱۸۰۰۸ به‌عنوان یکی از آثار ملی ایران به ثبت رسیده است.